# 沖美町岡大王
沖美町岡大王（おきみちょうおかだいおう）は、江田島市沖美町にある地名。
郵便番号は737-2311。

## 地理
沖美町の最南端である岡大王は赤曲浜という浜があり、そこから工業地帯が広がる。
鹿川ターミナルなどから輸出や輸入がされている。

### 地名・大字
- 鎌田
- 後浜
- 大矢
- 才越

### 隣接する地名
- 沖美町是永[3]
- 沖美町三吉
- 能美町中町
- 能美町高田
- 能美町鹿川
- 大柿町柿浦
- 大柿町深江 - 海を隔てて隣接。
- 大柿町小古江 - 海を隔てて隣接。